# Øresundsmotorvejen
De Øresundsmotorvejen (Nederlands: Sontautosnelweg) is een autosnelweg in Denemarken, die een verbinding vormt tussen Kopenhagen en het Zweedse Malmö via de Sontverbinding. De Øresundsmotorvejen vormt daardoor een belangrijke schakel in het verkeer naar Noord-Scandinavië. Daarnaast is de Øresundsmotorvejen een belangrijke toegangspoort tot de Kopenhaagse luchthaven.
De Øresundsmotorvejen is administratief bekend onder het nummer M3. Op de bewegwijzering wordt echter het Europese nummer E20 gebruikt. Dit nummer loopt verder richting het westen als Amagermotorvejen.

## Geschiedenis
Het eerste gedeelte van de Øresundsmotorvejen werd in begin jaren zestig voor verkeer opengesteld. Eind jaren negentig is de Øresundsmotorvejen voltooid met de aansluiting op de Sontverbinding.